# Uddevalla
Uddevalla je grad i središte istoimene općine u švedskoj županiji Västra Götaland.

## Zemljopis
Grad se nalazi u zapadnom dijelu južne Švedske, u zaljevu Byfjordenu, koji je jugoistočni dio Skagerraka.

## Stanovništvo
Prema podacima o broju stanovnika iz 2005. godine u gradu živi 30.513 stanovnika.

## Vanjske poveznice
- Službene stranice grada (šved.)

### Ostali projekti
|  | Zajednički poslužitelj ima još gradiva o temi Uddevalla |